# Улица Машиностроителей (Екатеринбург)

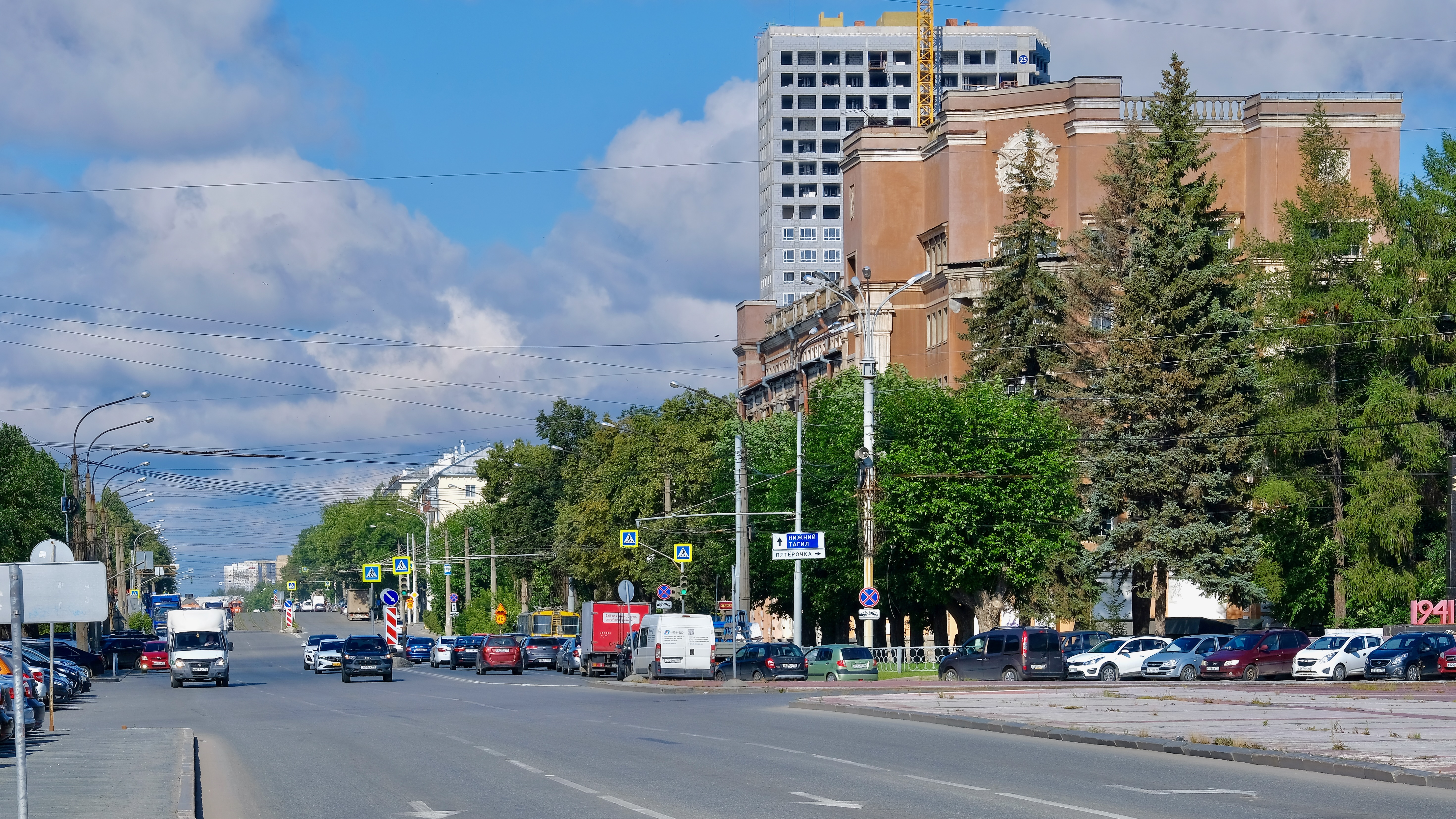
Вид на запад с площади 1-й Пятилетки

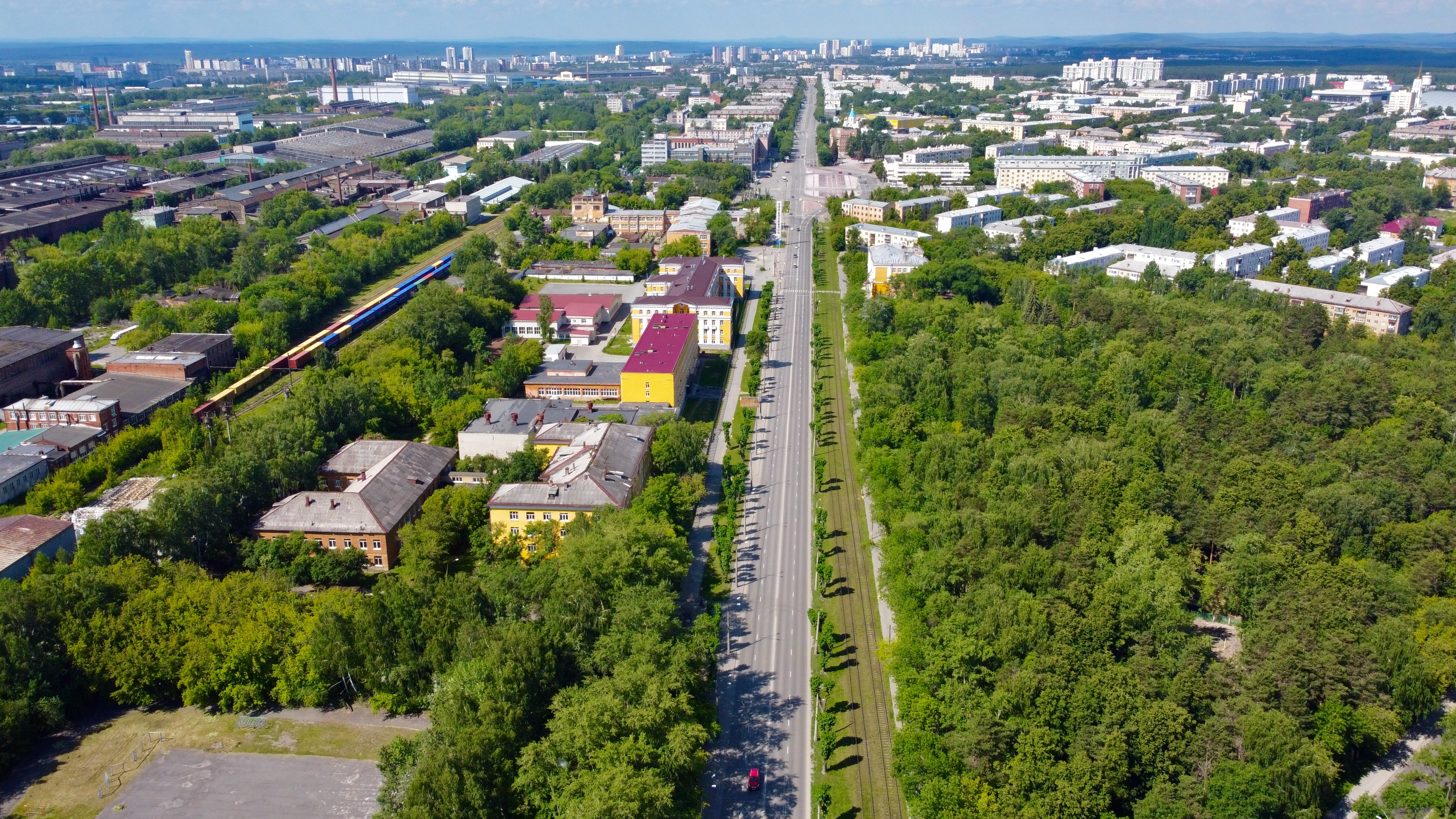
Вид на запад от Кировградской улицы, справа Летний парк «Уралмаш»

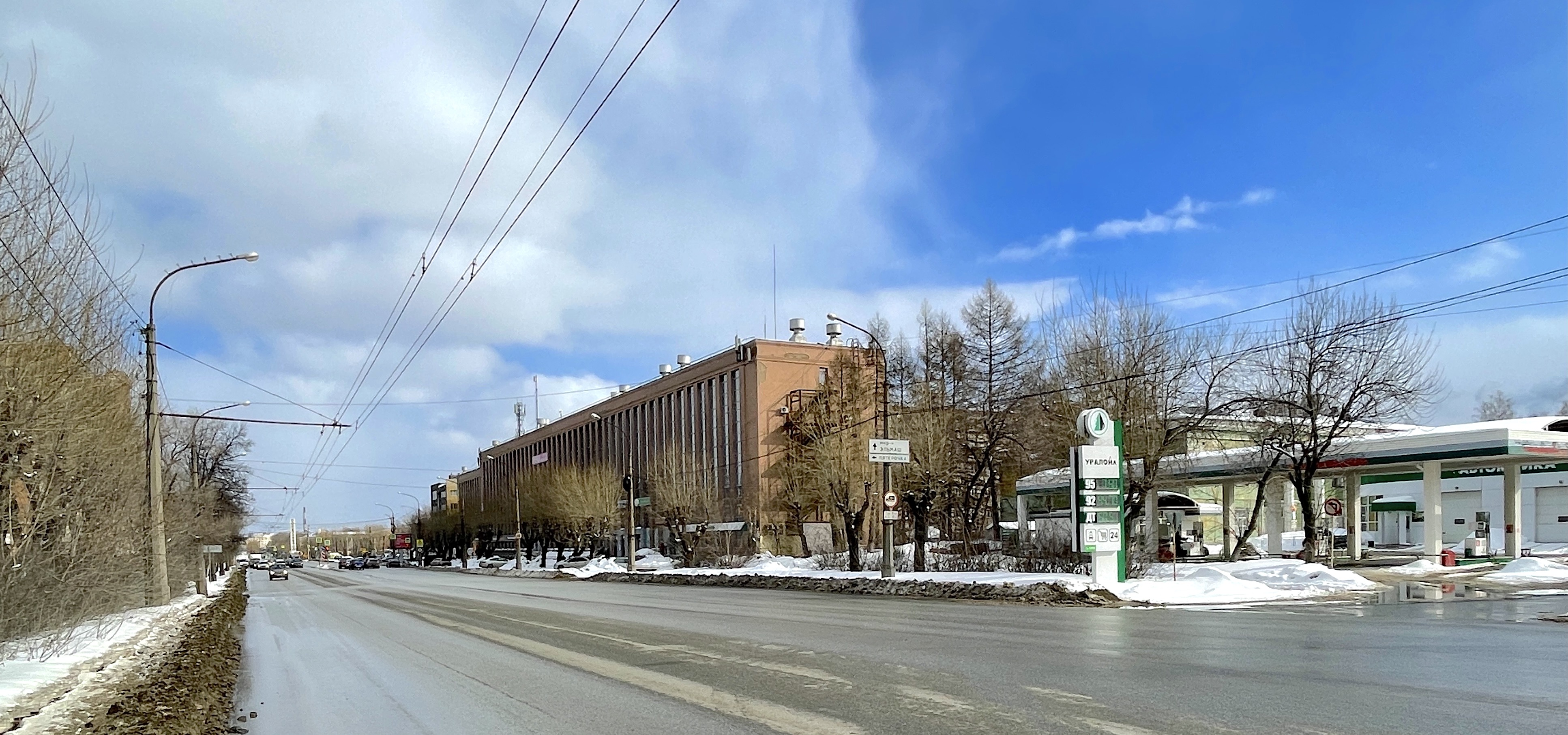
Вид на восток в сторону площади

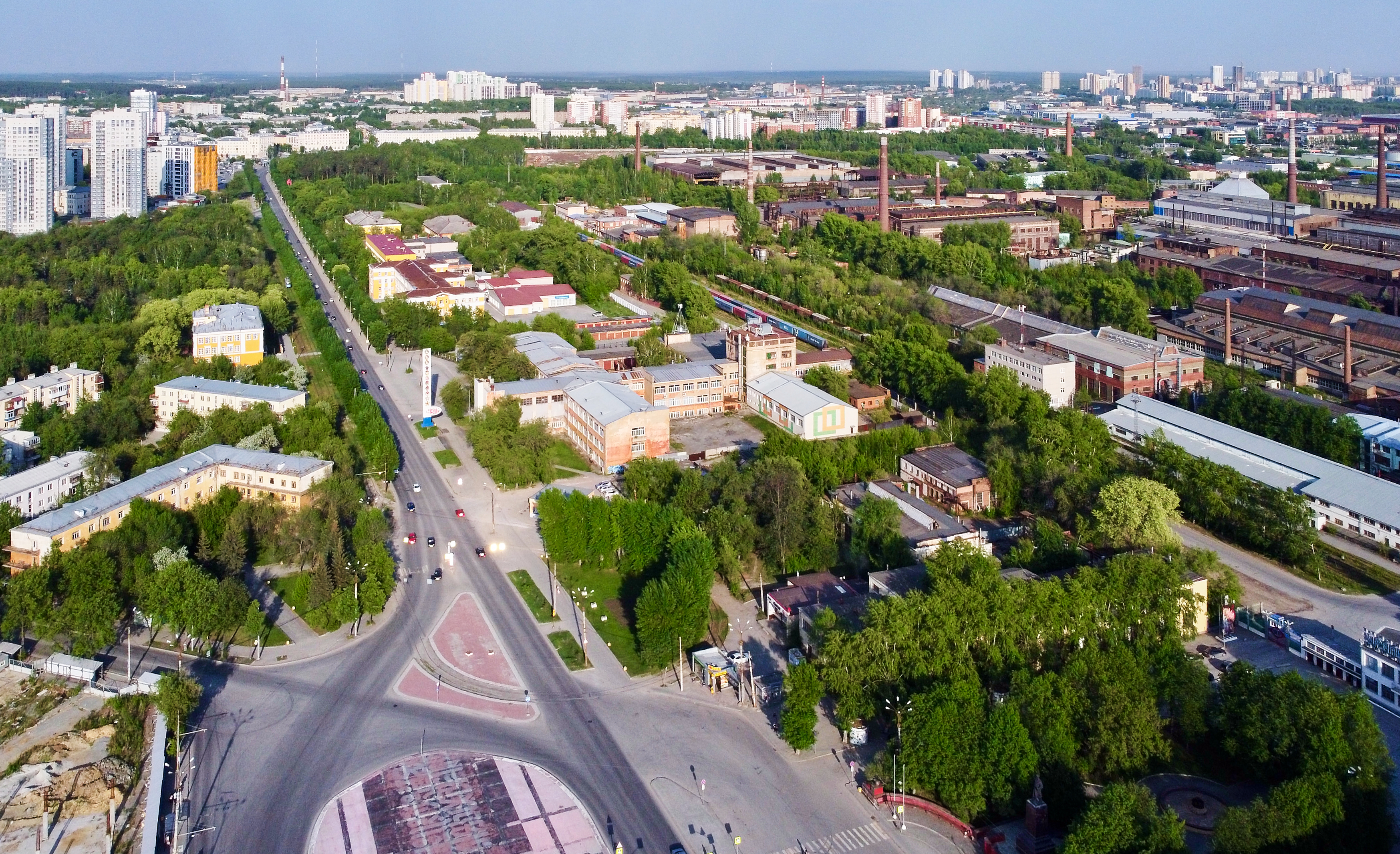
Вид на восток от площади 1-й Пятилетки

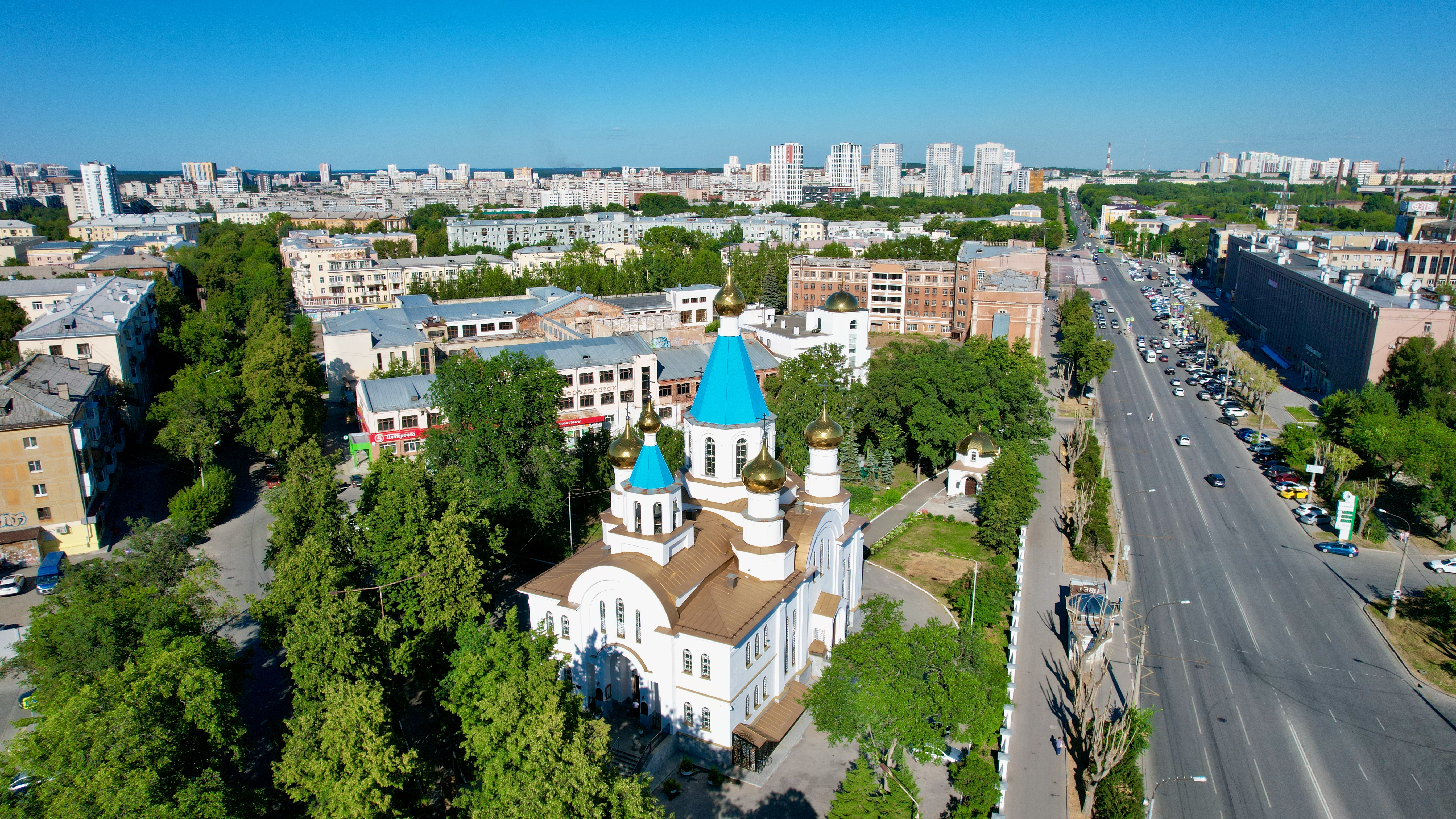
Рождественская церковь

Улица Машинострои́телей (прежнее название — Машиностро́я) — магистральная улица в жилом районе (микрорайоне) Уралмаш Орджоникидзевского административного района Екатеринбурга.

## Расположение и благоустройство
Улица проходит с востока на запад, начинается от пересечения с проспектом Космонавтов и заканчивается у пересечения с Донбасской улицей. Проходит через площадь 1-й Пятилетки. Пересечений с другими улицами нет. Справа на улицу выходят: улицы Кузнецова, Кировградская, Красных Борцов и Ильича, проспект Орджоникидзе, улицы Красных Партизан, 22-го Партсъезда, 40-летия Октября и Черниговский переулок.
Протяжённость улицы составляет около 3150 метров. Ширина проезжей части от проспекта Космонавтов до проспекта Орджоникидзе — около 14 м (по две полосы в каждую сторону движения), далее на протяжении большей части улицы — около 20 м (по три полосы в каждую сторону движения). На протяжении улицы имеется восемь светофоров и один нерегулируемый пешеходный переход (на площади 1-й пятилетки). С обеих сторон улица оборудована тротуарами (кроме некоторых участков).

## История
Улицу Машиностроителей начали прокладывать после того, как была прорублена первая просека в лесу для улицы Кировградской. Первые «уралмашевцы» поселились именно в том районе, где она сейчас проходит. История улицы начинается с рабочего посёлка, возникшего около 1927 года и представлявшего собой «скопище наскоро сколоченных бараков вблизи стройплощадки завода». Южная граница посёлка проходила вдоль заводской территории, а северная его часть — вдоль нынешней улицы Машиностроителей. С востока посёлок начинался от нынешнего трамвайного кольца у дома № 29, а на западе, примерно в районе улицы 40-летия Октября, граничил с другим барачным массивом, «экскаваторным посёлком». Название «Рабочий посёлок» отражало его суть: жильё на стройке распределялось по классовому принципу: чернорабочие жили в бараках (деревянных сараях с окнами, без перегородок, только с занавесками, и двух- или трёхэтажными нарами), тогда как инженеры и квалифицированные рабочие заселялись в комнаты и квартиры в деревянных двухэтажных домах. Часть чернорабочих, которым не хватило места в бараках, селились в землянках.
В 1928 году была прорублена просека до Верхотурского тракта (от нынешнего трамвайного кольца на площади Первой пятилетки до проспекта Космонавтов), которая связала со Свердловском и первую улицу Уралмаша — Садовую (Кировградскую). Дорогу вдоль просеки, по словам ветерана и участника строительства завода В. Н. Анфимова, строили 11 месяцев, все работы производились вручную, даже щебень дробился по обочинам дороги вручную из булыжников (причём этим занимались женщины, которых называли «камнебойками»).
Участок проспекта Космонавтов до площади Первой пятилетки стал первым отрезком улицы Машиностроителей, на котором летом 1929 года было открыто автомобильное движение. Вдоль улицы были установлены столбы с электрическими лампочками, было организовано движение маленьких автобусов в центр Свердловска. Но этого было недостаточно, поэтому почти сразу началось строительство трамвайной линии от «Уралмашиностроя» до железнодорожного вокзала.
Следующим этапом развития улицы Машиностроителей стало благоустройство площади Первой Пятилетки, контуры которой начали вырисовываться уже в 1929—1930 годах. На тот момент площадь больше походила на строительную площадку, изрытую траншеями для линий электропередач, водопровода и канализации, а проехать по ней тогда можно было только на гужевом транспорте, причём «телеги вязли в грязи по самые оси». Площадь была благоустроена только к пуску завода в 1933 году. Затем улицу Машиностроителей продолжили на запад вдоль северной границы Рабочего посёлка до хлебозавода и овощной базы. Современная конфигурация улицы появилась только после её реконструкции в 1937 году, когда улицу Машиностроителей довели до пересечения с Донбасской.
В 1935 году на улице Машиностроителей силами НКВД был построен дом № 29, где разместился штаб и казармы полка, охранявшие три важных объекта: «Уралмашзавод», СУГРЭС и железнодорожную станцию «Свердловск» (каждый объект охранял один батальон). Командный состав полка проживал в доме по улице Ильича, 1, а красноармейцы жили в казарме. У здания штаба полка был собственный клуб, включающий кинотеатр и спортивный зал; в спортзале проводились местные спортивные соревнования. В 1958 году, когда была создана объединённая заводская военизированная охрана, военнослужащие покинули здание, после чего оно использовалось в качестве общежития ремесленного училища. Впоследствии в спортзале разместились конструкторы ОГК ГМ, в других помещениях — АСУП завода. В этом же здании действовал вечерний филиал УПИ, который окончили сотни работников завода, в том числе будущий директор завода Н. И. Рыжков.
В 1942 году рабочий посёлок пересекла трасса «танковой дороги»: из цеха 32 боевые машины отправлялись по Черниговскому переулку на лесной танкодром.
В 1955-56 на улице были заложены первые фундаменты ряда пятиэтажных домов в стиле «советского неоклассицизма». Первым был построен дом под № 14 (1956), стены которого сложены из кирпичей и шлакоблоков. Затем были сданы дома № 18 (1957) и 10 (1958). А в 1959 году — дома № 12, 20, 24, 28 и 32.
В конце 1950-х — начале 1960-х годов в соцгороде «Уралмаш» началось массовое жилищное строительство; тогда же начался снос бараков Рабочего, Экскаваторного и Новоэкскаваторного посёлков. С 1959 года на месте снесённых бараков началась застройка нечётной стороны улицы Машиностроителей, в основном типовыми «хрущёвками», первыми были сданы в 1960 дома № 33, 35 и 79. Тогда же расширили в два раза проезжую часть улицы. В 1963 году по улице Машиностроителей пустили первый трамвай 19-го маршрута.
В начале 1970-х годов на улице Машиностроителей (примерно там, где раньше находились два барака, в которых размещалась пошивочная мастерская), был построен корпус фабрики по производству мужских сорочек; тогда же введена в эксплуатацию заводская поликлиника.

## Транспорт

### Наземный общественный транспорт
Улица является важной городской транспортной магистралью, по которой осуществляется трамвайное, троллейбусное и автобусное движение, а также движение маршрутных такси.

### Ближайшие станции метро
У перекрёстка с проспектом Космонавтов находится станция 1-й линии Екатеринбургского метрополитена  «Уралмаш». К концу улицы линий метрополитена проводить не запланировано.